# Литвиненко, Григорий Евлампиевич
Григорий Евлампиевич Литвиненко (1914—1995) — сержант Советской Армии, участник Великой Отечественной войны, Герой Советского Союза (1943).

## Биография
Григорий Литвиненко родился 14 ноября 1914 года в селе Середовка (ныне — Яготинский район Киевской области Украины). После окончания семи классов школы работал сначала в колхозе, затем окончил учительские курсы и работал учителем, военруком. В 1936—1937 и 1939—1940 годах проходил службу в Рабоче-крестьянской Красной Армии, участвовал в польском походе. В сентябре 1941 года Литвиненко в третий раз был призван в армию и направлен на фронт Великой Отечественной войны. В боях два раза был ранен. Участвовал в Сталинградской битве.
К июлю 1943 года сержант Григорий Литвиненко командовал орудием 1180-го истребительно-противотанкового артиллерийского полка 13-й истребительно-противотанковой артиллерийской бригады Центрального фронта. Отличился во время Курской битвы. 9 июля 1943 года расчёт Литвиненко участвовал в обороне высоты у села Горелое Поныровского района Курской области, отразив 13 немецких контратак, уничтожив 7 танков и около 150 солдат и офицеров противника. Когда у расчёта кончились снаряды, Литвиненко с товарищами продолжал вести огонь из стрелкового оружия.
Указом Президиума Верховного Совета СССР от 24 декабря 1943 года сержант Григорий Литвиненко был удостоен высокого звания Героя Советского Союза с вручением ордена Ленина и медали «Золотая Звезда» за номером 3053.

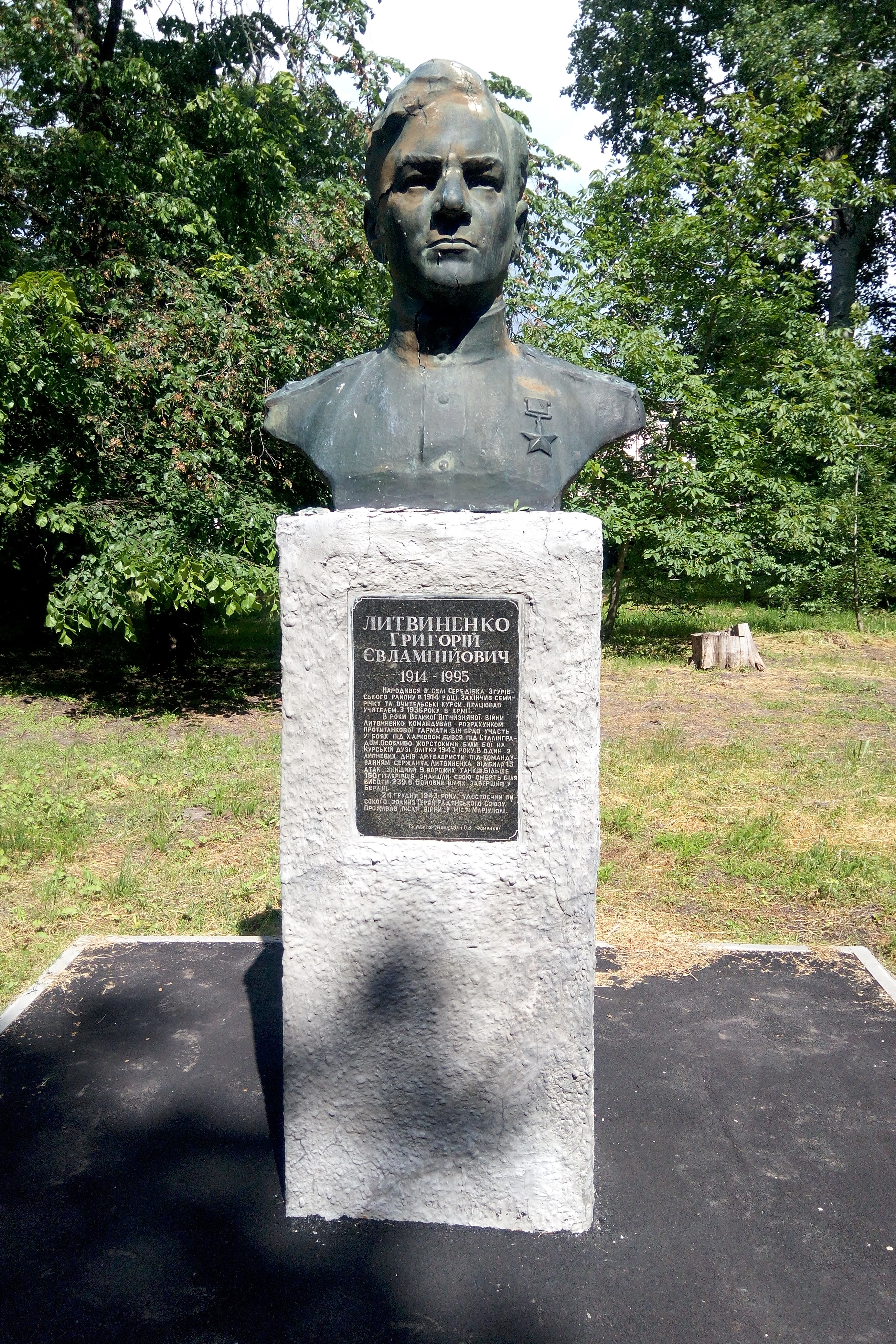
Бюст Григорию Литвиненко на Аллее Героев-земляков в Яготине

Окончил курсы младших лейтенантов. После окончания войны продолжал службу в Советской Армии на территории Германии. В январе 1946 года был арестован по обвинению в хулиганстве и осуждён Военным трибуналом тыла группы Советских оккупационных войск в Германии к 3 годам лишения свободы. Наказание Литвиненко отбывал в Каргапольлаге. Трибунал подавал ходатайство о лишении его званий и наград, но оно не было удовлетворено. После освобождения в сентябре 1947 года он переехал в Мариуполь, где работал военруком в школе.
Скончался 8 февраля 1995 года, похоронен в Мариуполе.
Был также награждён орденами Отечественной войны 1-й степени и Красной Звезды, рядом медалей.
В честь Литвиненко названа улица в его родном селе, установлен бюст в Яготине.